# Système cristallin
Ne doit pas être confondu avec Classe cristalline.
Un système cristallin est un classement des cristaux sur la base de leurs caractéristiques de symétrie, sachant que la priorité donnée à certains critères plutôt qu'à d'autres aboutit à différents systèmes.
La symétrie de la maille conventionnelle permet de classer les cristaux en différentes familles cristallines : quatre dans l'espace bidimensionnel, sept dans l'espace tridimensionnel.
Une classification plus fine regroupe les cristaux en deux types de systèmes, selon que le critère de classification est la symétrie du réseau ou la symétrie morphologique. Historiquement, ces deux systèmes ont été indistinctement appelés système cristallin, ce qui a été à l'origine de la confusion dans la littérature surtout minéralogique.

## Classification réticulaire: les systèmes réticulaires
Lorsqu'on classe les cristaux sur la base de la symétrie de leur réseau, on obtient un ensemble de quatre (espace bidimensionnel) ou sept (espace tridimensionnel) systèmes qui, dans l'ancienne littérature minéralogique francophone (voir surtout les ouvrages de Georges Friedel), étaient appelés « systèmes cristallins ». Le terme officiel choisi par l'Union internationale de cristallographie est systèmes réticulaires (lattice systems en anglais).
Un système réticulaire regroupe tout cristal ayant en commun le groupe ponctuel du réseau. Les tableaux suivants résument les systèmes réticulaires, les groupes ponctuels correspondants étant donnés dans la notation de Hermann-Mauguin.
| symétrie du réseau | système réticulaire      |
| ------------------ | ------------------------ |
| 2                  | monoclinique             |
| 2mm                | orthorhombique           |
| 4mm                | tétragonal (quadratique) |
| 6mm                | hexagonal                |

| symétrie du réseau | système réticulaire      |
| ------------------ | ------------------------ |
| 1                  | triclinique              |
| 2/m                | monoclinique             |
| mmm                | orthorhombique           |
| 4/mmm              | tétragonal (quadratique) |
| 3m                 | rhomboédrique            |
| 6/mmm              | hexagonal                |
| m3m                | cubique                  |

## Classification morphologique: les systèmes cristallins
La classification des cristaux sur la base de leur symétrie morphologique, ainsi que de la symétrie de leurs propriétés physiques, fut introduite par les cristallographes allemands sous le nom de système cristallin, qui a été retenu comme nom officiel par l'Union internationale de cristallographie.
Un système cristallin regroupe tout cristal caractérisé par la présence d'éléments de symétrie minimaux, auxquels peuvent éventuellement s'en ajouter d'autres jusqu'à obtenir la symétrie d'un réseau. Un cristal qui possède la pleine symétrie de son réseau est dit holoèdre ; un cristal dont la symétrie est inférieure à celle de son réseau est dit mérièdre. Les tableaux suivants résument les systèmes cristallins, où « An » signifie un point (en deux dimensions) ou un axe (en trois dimensions) de rotation de 2π/n et « m » indique une ligne (en deux dimensions) ou plan (en trois dimensions) de réflexion (miroir).
| Éléments de symétrie minimaux définissant le système cristallin | système cristallin       |
| --------------------------------------------------------------- | ------------------------ |
| 1xA2                                                            | monoclinique             |
| 1xA2 et 2xm                                                     | orthorhombique           |
| 1xA4                                                            | tétragonal (quadratique) |
| 1xA6                                                            | hexagonal                |

| Éléments de symétrie minimaux définissant le système cristallin | système cristallin       |
| --------------------------------------------------------------- | ------------------------ |
| 1xA1                                                            | triclinique (anortique)  |
| 1xA2 ou 1xm                                                     | monoclinique             |
| 3xA2 ou 2xm + 1xA2 à leur intersection                          | orthorhombique           |
| 1xA4                                                            | tétragonal (quadratique) |
| 1xA3                                                            | trigonal                 |
| 1xA6                                                            | hexagonal                |
| 4xA3 + 3xA2                                                     | cubique                  |

## Conflits de terminologie

### Trigonal versus rhomboédrique
Dans le milieu minéralogique francophone, les deux adjectifs, trigonal et rhomboédrique, sont souvent considérés comme équivalents. Pourtant le terme trigonal qualifie tout cristal ayant comme symétrie rotationnelle d'ordre maximal une rotation de ±120º autour d'un seul axe, indépendamment du type de réseau (hexagonal ou rhomboédrique) : il caractérise donc un système cristallin et non un réseau. En revanche, le terme rhomboédrique qualifie tout cristal ayant un réseau de symétrie 3m : il caractérise cette fois un système réticulaire et non un système cristallin. La cause de cette confusion dans la littérature minéralogique est que primitivement les deux types de système étaient qualifiés de « cristallin ».

### Système cristallin versus système réticulaire
Dans le milieu de la minéralogie francophone il existe une erreur historique de correspondance entre le système réticulaire et le système cristallin. Les minéralogistes français ont concentré leurs efforts sur les aspects réticulaires, arrivant à la classification en systèmes réticulaires, qui à l'époque étaient appelés « systèmes cristallins ». Les minéralogistes allemands se sont concentrés plutôt sur les aspects morphologiques, arrivant à la classification en systèmes cristallins telle qu'elle est connue aujourd'hui. Le fait d'avoir utilisé le même nom pour deux concepts différents fait qu'encore aujourd'hui une confusion demeure, notamment dans le cas des groupes à axe ternaire : un cristal qui a son groupe ponctuel parmi 3, 32, 3m, 3, et 3m appartient au système cristallin trigonal. Mais son réseau peut être soit hexagonal soit rhomboédrique, d'où sa possibilité d'appartenir à deux systèmes réticulaires différents. En revanche, un cristal qui appartient au système réticulaire rhomboédrique est forcément trigonal. Or, les minéralogistes francophones souvent traitent le terme « trigonal » de synonyme anglophone de rhomboédrique, alors que les deux adjectifs expriment des concepts bien différents.
Un tel problème a plus spécifiquement une incidence sur la classification du quartz et de la calcite. Ainsi, le quartz α cristallise dans le système cristallin trigonal, à réseau hexagonal, et non dans le système trigonal à réseau rhomboédrique. En revanche, la calcite est en fait trigonale à réseau rhomboédrique.

## Correspondance entre systèmes et réseaux de Bravais dans l'espace tridimensionnel
Les 14 réseaux de Bravais sont définis à partir de la maille conventionnelle du réseau. Dans l'espace tridimensionnel, il existe 7 solides primitifs, qui portent les mêmes désignations que les 7 systèmes réticulaires : triclinique, monoclinique, orthorhombique, quadratique, rhomboédrique, hexagonal, cubique.
La correspondance est en revanche seulement partielle dans le cas des systèmes cristallins. Les cristaux du système trigonal peuvent avoir un réseau soit hexagonal soit rhomboédrique. Sur les 25 groupes d'espace que comptent les 5 classes trigonales, seuls 7 d'entre eux ont une maille élémentaire rhomboédrique (ce sont les groupes désignés par la lettre R ) ; les 18 autres groupes d'espace ont une maille élémentaire hexagonale (P ). Comme la maille conventionnelle du réseau rhomboédrique est hexagonale, on utilise souvent un référentiel hexagonal pour décrire les positions atomiques d'un cristal appartenant au système réticulaire rhomboédrique. Pour les cinq autres cas, la correspondance entre systèmes cristallins et systèmes réticulaires est complète.
Le tableau suivant montre les correspondances entre familles cristallines, réseaux de Bravais, systèmes réticulaires et systèmes cristallins dans l'espace tridimensionnel.
| Famille cristalline       | Réseaux de Bravais | Système réticulaire      | Système cristallin       | Classification des groupes ponctuels |
| Cubique                   | cP, cF, cI         | Cubique                  | Cubique                  | 23, m3, 432, 43m, m3m                |
| Hexagonale                | hP                 | Hexagonal                | Hexagonal                | 6, 622, 6mm, 6/m, 6/mmm, 6, 62m      |
| Hexagonale                | hP                 | Hexagonal                | Trigonal                 | 3, 32, 3m, 3, 3m                     |
| Hexagonale                | hR                 | Rhomboédrique            | Trigonal                 | 3, 32, 3m, 3, 3m                     |
| Tétragonale (quadratique) | tP, tI             | Tétragonal (quadratique) | Tétragonal (quadratique) | 4, 4, 422, 4mm, 42m, 4/m, 4/mmm      |
| Orthorhombique            | oP, oS, oF, oI     | Orthorhombique           | Orthorhombique           | 222, mm2, mmm                        |
| Monoclinique              | mP, mS             | Monoclinique             | Monoclinique             | 2, m, 2/m                            |
| Triclinique               | aP                 | Triclinique              | Triclinique              | 1, 1                                 |

## Les systèmes cristallins et leurs propriétés
| Système groupes d'espace         | Classe de symétrie                        | Formes cristallines                       | Symétries | Symétries | Symétries | Symétries | Symétries | Symétries | Symboles d'Hermann- Mauguin |
| Système groupes d'espace         | Classe de symétrie                        | Formes cristallines                       | axes 2π/  | axes 2π/  | axes 2π/  | axes 2π/  | plans     | centre    | Symboles d'Hermann- Mauguin |
| Système groupes d'espace         | Classe de symétrie                        | Formes cristallines                       | 2         | 3         | 4         | 6         | plans     | centre    | Symboles d'Hermann- Mauguin |
| triclinique 1-2                  | hémiédrie                                 | formes à une seule face                   | -         | -         | -         | -         | -         | -         | 1                           |
| triclinique 1-2                  | holoédrie                                 | pinacoïde                                 | -         | -         | -         | -         | -         | oui       | 1                           |
| monoclinique 3-15                | hémiédrie axiale                          | dôme, ou dièdre                           | 1         | -         | -         | -         | -         | -         | 2                           |
| monoclinique 3-15                | antihémiédrie                             | dôme                                      | -         | -         | -         | -         | 1         | -         | m                           |
| monoclinique 3-15                | holoédrie                                 | prisme                                    | 1         | -         | -         | -         | 1         | oui       | 2/m                         |
| ortho- rhombique 16-74           | hémiédrie holoaxe                         | tétraèdre orthorhombique                  | 3         | -         | -         | -         | -         | -         | 222                         |
| ortho- rhombique 16-74           | antihémiédrie                             | pyramide orthorhombique                   | 1         | -         | -         | -         | 2         | -         | mm2                         |
| ortho- rhombique 16-74           | holoédrie                                 | octaèdre orthorhombique                   | 3         | -         | -         | -         | 3         | oui       | 2/m2/m2/m                   |
| quadratique ou tétragonal 75-142 | tétartoédrie énantiomorphe                | pyramide tétragonale                      | -         | -         | 1         | -         | -         | -         | 4                           |
| quadratique ou tétragonal 75-142 | tétartoédrie sphénoédrique                | disphénoèdre tétragonal                   | 1         | -         | -         | -         | -         | -         | 4                           |
| quadratique ou tétragonal 75-142 | parahémiédrie                             | dipyramide tétragonale                    | -         | -         | 1         | -         | 1         | oui       | 4/m                         |
| quadratique ou tétragonal 75-142 | hémiédrie holoaxe                         | trapézoèdre tétragonal                    | 4         | -         | 1         | -         | -         | -         | 422                         |
| quadratique ou tétragonal 75-142 | antihémiédrie                             | pyramide ditétragonale                    | -         | -         | 1         | -         | 4         | -         | 4mm                         |
| quadratique ou tétragonal 75-142 | hémiédrie sphénoédrique                   | scalénoèdre tétragonal                    | 3         | -         | -         | -         | 2         | -         | 42m                         |
| quadratique ou tétragonal 75-142 | holoédrie                                 | dipyramide ditétragonale                  | 4         | -         | 1         | -         | 5         | oui       | 4/m2/m2/m                   |
| trigonal 143-167                 | ogdoédrie hexagonale                      | pyramide trigonale                        | -         | 1         | -         | -         | -         | -         | 3                           |
| trigonal 143-167                 | tétartoédrie rhomboédrique                | pyramide trigonale                        | -         | 1         | -         | -         | -         | -         | 3                           |
| trigonal 143-167                 | paratétartoédrie (hexagonale)             | rhomboèdre                                | -         | 1         | -         | -         | -         | oui       | 3                           |
| trigonal 143-167                 | parahémiédrie (rhomboédrique)             | rhomboèdre                                | -         | 1         | -         | -         | -         | oui       | 3                           |
| trigonal 143-167                 | tétartoédrie (hexagonale)                 | trapézoèdre trigonal                      | 3         | 1         | -         | -         | -         | -         | 32                          |
| trigonal 143-167                 | hémiédrie holoaxe (rhomboédrique)         | trapézoèdre trigonal                      | 3         | 1         | -         | -         | -         | -         | 32                          |
| trigonal 143-167                 | antitétardoédrie (hexagonale)             | pyramide ditrigonale                      | -         | 1         | -         | -         | 3         | -         | 3m                          |
| trigonal 143-167                 | antihémiédrie (rhomboédrique)             | pyramide ditrigonale                      | -         | 1         | -         | -         | 3         | -         | 3m                          |
| trigonal 143-167                 | parahémiédrie trigonal (réseau hexagonal) | scalénoèdre - rhomboèdre                  | 3         | 1         | -         | -         | 3         | oui       | 3 2/m                       |
| trigonal 143-167                 | holoédrie (réseau rhomboédrique)          | scalénoèdre - rhomboèdre                  | 3         | 1         | -         | -         | 3         | oui       | 3 2/m                       |
| hexagonal 168-194                | tétartoédrie énantiomorphe                | pyramide hexagonale                       | -         | -         | -         | 1         | -         | -         | 6                           |
| hexagonal 168-194                | tétartoédrie triangulaire                 | dipyramide triangulaire                   | -         | 1         | -         | -         | 1         | -         | 6                           |
| hexagonal 168-194                | parahémiédrie                             | dipyramide hexagonale                     | -         | -         | -         | 1         | 1         | oui       | 6/m                         |
| hexagonal 168-194                | hémiédrie holoaxe                         | trapézoèdre hexagonal                     | 6         | -         | -         | 1         | -         | -         | 622                         |
| hexagonal 168-194                | antihémiédrie                             | pyramide dihexagonale pyramide hexagonale | -         | -         | -         | 1         | 6         | -         | 6mm                         |
| hexagonal 168-194                | hémiédrie triangulaire                    | dipyramide/prisme ditrigonal              | 3         | 1         | -         | -         | 4         | -         | 6m2                         |
| hexagonal 168-194                | holoédrie                                 | dipyramide dihexagonale                   | 6         | -         | -         | 1         | 7         | oui       | 6/m2/m2/m                   |
| cubique ou isométrique 195-230   | tétartoédrie                              | pentagonotritétraèdre                     | 3         | 4         | -         | -         | -         | -         | 23                          |
| cubique ou isométrique 195-230   | parahémiédrie                             | diploèdre - dodécaèdre                    | 3         | 4         | -         | -         | 3         | oui       | 2/m 3                       |
| cubique ou isométrique 195-230   | hémiédrie holoaxe                         | pentagonotrioctaèdre                      | 6         | 4         | 3         | -         | -         | -         | 432                         |
| cubique ou isométrique 195-230   | antihémiédrie                             | de l'hexatétraèdre au tétraèdre           | 3         | 4         | -         | -         | 6         | -         | 4 3m                        |
| cubique ou isométrique 195-230   | holoédrie                                 | de l'hexooctaèdre au cube                 | 6         | 4         | 3         | -         | 9         | oui       | 4/m32/m                     |

## Termes utilisés en cristallographie
- Un diploèdre est une combinaison de deux rhomboèdres.
- Ditétragonale qualifie une forme construite sur une base à 8 côtés.
- Ditrigonale qualifie une forme construite sur une base à 6 côtés.
- Un dodécaèdre est un cristal à douze faces ; les faces sont des pentagones dans le cas d'un dodécaèdre régulier.
- Énantiomorphe qualifie un cristal qui comporte des éléments appariés de même forme, mais symétriquement inversés.
- L'holoédrie est la propriété d'un cristal dont la symétrie est exactement celle du réseau périodique qui lui correspond.
- La mériédrie est la propriété d'un cristal dont la symétrie est inférieure à celle du réseau périodique qui lui correspond. Elle est divisée en :
  - hémiédrie, ou mériédrie d'ordre 2,
  - tétartoédrie, ou mériédrie d'ordre 4,
  - ogdoédrie, ou mériédrie d'ordre 8.
- Holoaxe qualifie un cristal qui possède tous ses axes de symétrie.
- Un pinacoïde est une forme « ouverte » délimitée par 2 faces parallèles.
- Un rhomboèdre est un parallélépipède dont les faces sont des losanges.
- Un scalénoèdre est un polyèdre irrégulier à faces scalènes, c'est-à-dire qui forment des triangles dont les trois côtés sont inégaux.
- Un sphénoèdre est un polyèdre à faces aiguës se croisant deux à deux en coins.
- tétragonale qualifie une forme construite sur une base à 4 côtés.
- Un trapézoèdre est un solide dont les faces sont des trapèzes.
- Trigonale qualifie une forme construite sur une base à 3 côtés.